# 哌美克隆
哌美克隆（商品名：Karion 或 Spiractin）是一种有机化合物，分子式C12H21NO，带有1-哌啶基，可用作呼吸兴奋剂，1927年首次合成。